# Ateryna Boyera
Ateryna Boyera, ateryna zwyczajna, aterynka śródziemnomorska (Atherina boyeri) – gatunek ryby z rodziny aterynowatych (Atherinidae).

## Występowanie
Wschodni Atlantyk od Holandii i Wysp Brytyjskich po Mauretanię oraz Morze Śródziemne Czarne (podgatunek A. boyeri pontica – aterynka czarnomorska) i Kaspijskie (podgatunek A. boyeri caspia – aterynka kaspijska). Introdukowana w Jeziorze Aralskim.
Występuje w płytkich, przybrzeżnych wodach morskich, ujściach rzek, oraz w słodkowodnych jeziorach w zlewisku Morza Śródziemnego. Żyje w ławicach w przypowierzchniowych warstwach wody, jedynie zimą schodzi w głębsze warstwy wody.

## Cechy morfologiczne
Ciało smukłe, silnie wyciągnięte, półprzezroczyste, dorastające do 20 cm długości, zakończone spiczastym pyskiem, z szerokim otworem gębowym, skierowanym skośnie ku górze. Oczy duże o średnicy większej od długości pyska. Łuski średniej wielkości, 45 wzdłuż linii ciała. Linia boczna niewyraźna. Płetwa grzbietowa dwudzielna z odstępem dwa razy większym od średnicy oka. W pierwszej płetwie grzbietowej 7–8 cienkich, ciernistych promieni, w drugiej 1 twardy i 11 miękkich promieni. Płetwa odbytowa położona jest na wysokości drugiej płetwy grzbietowej. Zawiera 1 twardy i 11–15 miękkich promieni.
Grzbiet i boki ciała są zielonkawoszare do zielonkawoniebieskich, na bokach widoczna srebrzysta wstęga o szerokości mniejszej niż średnica oka, brzuch białawy. Czarne punktowanie na krawędziach łusek.

## Odżywianie
Ateryna Boyera żywi się planktonem, a w Morzu Czarnym również fauną denną.

## Rozród
Trze się od V do VIII na zarośniętych, słonawych lub słodkich płyciznach. Ikra przyczepia się do roślinności zanurzonej za pomocą specjalnych nitkowatych bisiorów.